# Bataille de Huachi (1820)
Ne doit pas être confondu avec Bataille de Huachi (1821).
Guerre d'indépendance de l'Équateur
Batailles
m
Révolution de Quito (1809-1812)
- Paredones
- Verdeloma (1)
- Chimbo
- Mocha
- El Panecillo
- Ibarra (1)

Campagne de Guayaquil (1820-1821)
- Guayaquil
- Camino Real
- Huachi (1)
- Verdeloma (2)
- Tanizahua

Campagne de Quito (1821-1822)
- Yaguachi
- Huachi (2)
- Riobamba
- Pichincha

Rencontre de Guayaquil (26 juillet 1822)
Ibarra (2) (17 juillet 1823)
La première bataille de Huachi est un affrontement armé qui a eu lieu le 22 novembre 1820 près de Quito et fait partie des batailles livrées à la suite de l'indépendance de Guayaquil à l'époque des guerres d'indépendance en Amérique du Sud. Les belligérants sont les soldats royalistes appuyant l'Empire espagnol et les forces indépendantistes de la Province Libre de Guayaquil. C'est la deuxième bataille livrée par les armées d'émancipation de Guayaquil sans l'appui de forces extérieures.

## Contexte
Après leur  victoire lors de la bataille de Camino Real le 9 novembre 1820, les troupes de Guayaquil avancent depuis le littoral, entrant dans la vallée inter-andine vers le nord pour marcher sur Quito. Cependant, les royalistes vaincus à Camino Real attendent les séparatistes dans les hautes terres centrales de l'Équateur où l'affrontement a lieu, dans le secteur de Huachi, près de la ville d'Ambato, dans l'actuelle province de Tungurahua. 

## Déroulement
Les royalistes sont en infériorité numérique, mais ils ont une cavalerie plus expérimentée. De plus le terrain irrégulier de Huachi contribue à leur procurer un certain avantage. 
Une fois la bataille commencée, les mauvaises décisions des patriotes dans le déploiement et la retraite de plusieurs éléments de certains bataillons amène la rupture des rangs qui conduit à l'une des pires défaites de Guayaquil, causant des pertes importantes.

## Conséquences
La défaite de Huachi signifie pour les troupes de Guayaquil la retraite vers le sud, ce qui laisse les royalistes libres de marcher vers la ville de Cuenca, qui a proclamé son indépendance le 3 novembre, dans le but de déstabiliser les indépendantistes et les repousser vers la côte.